# Титов Олександр Ігорович
Олександр Ігорович Титов (нар. 8 червня 1986) — український футбольний арбітр. У 2016 році розпочав обслуговувати футбольні матчі чемпіонату України у другій лізі. У 2018 році розпочав обслуговувати футбольні матчі чемпіонату України у Першій лізі.